# Night Flight (Justin Hayward)
Night Flight è il secondo disco solista di Justin Hayward, chitarrista e voce del gruppo rock Moody Blues, pubblicato nel 1980.

## Tracce
1. Night Flight (Jeff Wayne/Paul Vigrass)
2. Maybe It's Just Love (Mike Silver)
3. Crazy Lovers (Justin Hayward)
4. Penumbra Moon (Billy Nicholls)
5. Nearer To You (Justin Hayward)
6. A Face In The Crowd (Justin Hayward)
7. Suitcase (Justin Hayward)
8. I'm Sorry (Daryl Hall/John Oates, copyright 1972)
9. It's Not On (Jeff Wayne/Gary Osborne)
10. Bedtime Stories (Colin Still)
11. Bedtime Stories (single version)
12. Forever Autumn (live)

## Formazione
- Justin Hayward:  voce e chitarra; basso e batteria in "Suitcase"
- Jeff Wayne:  produzione, arrangementi, piano in "Night Flight"
- Jo Partridge:  chitarra
- Ken Freeman:  tastiera
- Herbie Flowers:  basso
- Barry de Souza:  batteria
- Stuart Elliott:  batteria

- Roy Jones:  percussioni
- Tony Carr:  percussioni
- Doreen Chanter:  voce in "Bedtime Stories" e "Nearer To You"
- Irene Chanter:  voce in "Bedtime Stories" e "Nearer To You"
- Dave Holland:  batteria